# Piazza Armerina
Piazza Armerina je italské město, součást volného sdružení obcí Enna v autonomní oblasti Sicílie. V roce 2019 zde žilo 21 439 obyvatel

## Situace
Piazza Armerina leží 32 km jižně od Enny ve vulkanickém pásmu. Obyvatelé pracují hlavně v zemědělství (pěstování oliv, vinařství), v oděvním a stavebním odvětví průmyslu a v cestovním ruchu.
Do okresu Piazza Armerina patří obce Monte s Colle Mira, Floristella, Grottacalda, Polleri, Santa Croce, Ileano, Azzolina, Farrugio a Serrafina. Sousedními obcemi jsou Aidone, Assoro, Barrafranca, Caltagirone (CT), Enna, Mazzarino (CL), Mineo (CT), Mirabella Imbaccari (CT), Pietraperzia, Raddusa (CT), San Cono (CT), San Michele di Ganzaria ( CT) a Valguarnera Caropepe.

## Dějiny
Oblast byla osídlena lidmi od prehistorických dob. V obci byly nalezeny archeologické pozůstatky pravěké osady, na vrchu byla nekropole osady Hybla Geleatis z 8. století před naším letopočtem, podle arabského nápisu 'Iblâtasah obsazená Araby. Římané se zde usadili v době helénské, jak dosvědčuje blízká Villa Romana del Casale.
Roku 1076 obec dobyli Normané pod vedením Rogera I. a osvobodili ji od Arabů. V roce 1161 se na hoře usadili Langobardi, kteří za vlády Viléma I. a Viléma II. sídlo přestavěli na svou sicilskou metropoli, pochvalně označovanou nobilissimum Lombardorum oppidum. Během 13. až 14. století, po získání městských práv a opevnění hradební zdí se město rychle rozrůstalo, že brzy nemohlo pojmout všechny nově obydlené lokality a rozrostlo se na okolní kopce a svahy. V roce 1296 se zde sešel sicilský parlament. Za vlády Bourbonů se město od roku 1817 stalo sídlem biskupství.
Po zrušení zdejších minerálních lázní byly v letech 1969–1971 zrušeny také železniční tratě a od té doby se do města lze dostat pouze po silnici, odbočkou z dálnice Katánie-Palermo. Veřejná autobusová doprava funguje omezeně, pouze pro dopravu místních obyvatel do práce.

## Památky
- katedrála Panny Marie Vítězné (Maria Santissima delle Vittorie), trojlodní bazilika s kupolí v křížení, dominanta panoramatu města, sídlo biskupství diecéze Piazza Armerina; byla vystavěna na středověkých základech od roku 1604; pozdně gotická je jižní věž; uvnitř cenná sikulo-byzantská poutní ikona ve stříbrném barokním oltáři.
- Museo Diocesano – sídlí při katedrále, vystavují se zde sakrální obrazy, sochy, preciosa a paramenta.
- Palazzo Trigona – na náměstí u katedrály, stavba z 18. století, obrazárna
- Palazzo di Citta – radnice z roku 1612, v sále freska
- Palazzo Senatoro – na náměstí Piazza Garibaldi
- Kostel sv. Ondřeje (Chiesa di San Andrea) nejstarší ve městě, založen roku 1096, uvnitř cyklus fresek ze 12.–13. století, oslava krále Rogera I.
- Kostel sv. Ignáce (Chiesa di Sant'Ignazio) – barokní chrám s někdejší jezuitskou kolejí
- Kostel sv. Štěpána (chiesa di San Stefano)
- Kostel sv. Rocha (Chiesa di San Rocco)
- Hrad Spinelli z konce 14. století, aragonský hrad v centru města
- Garibaldiho divadlo – novorenesanční stavba z 2. čtvrtiny 19. století, připomíná zdejší Garibaldiho pobyt
- Dva pomníky generála Antonia Gascina

## Okolí
- Hlavní atrakcí je antická římská Villa Romana del Casale s unikátně dochovaným souborem mozaiky a nástěnných maleb, leží 4 km jihozápadně od města.

## Galerie

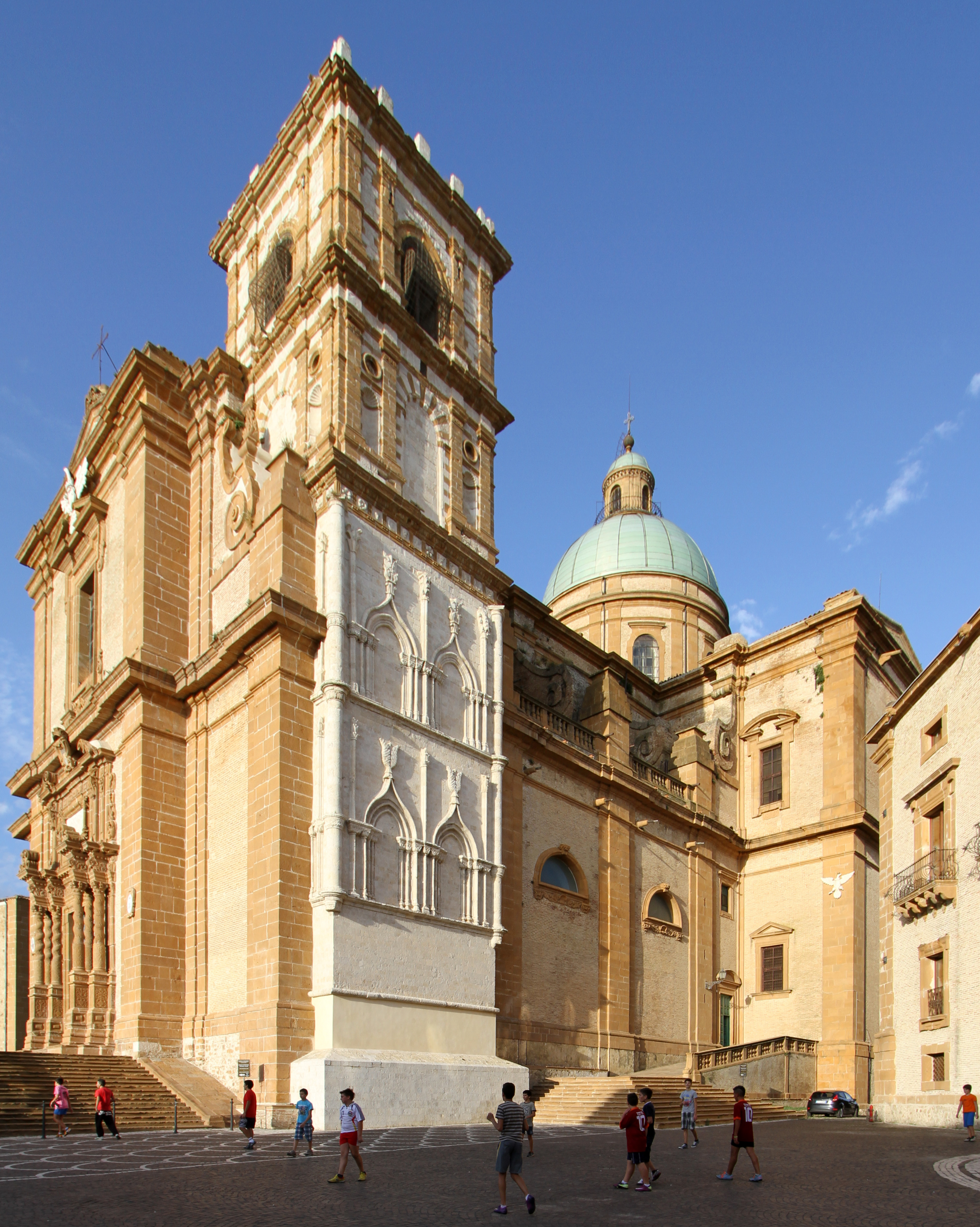
Katedrála
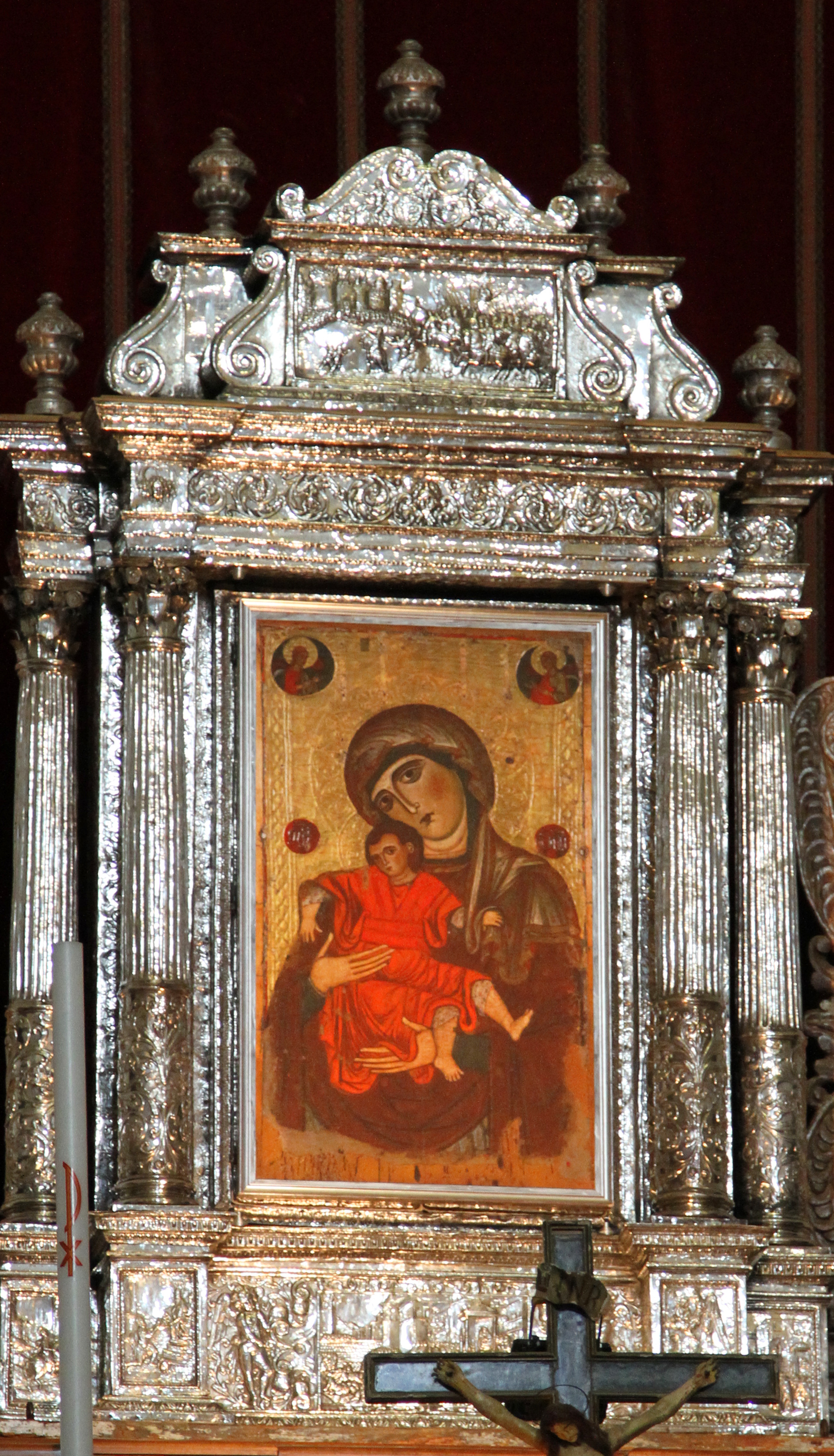
Ikona v katedrále
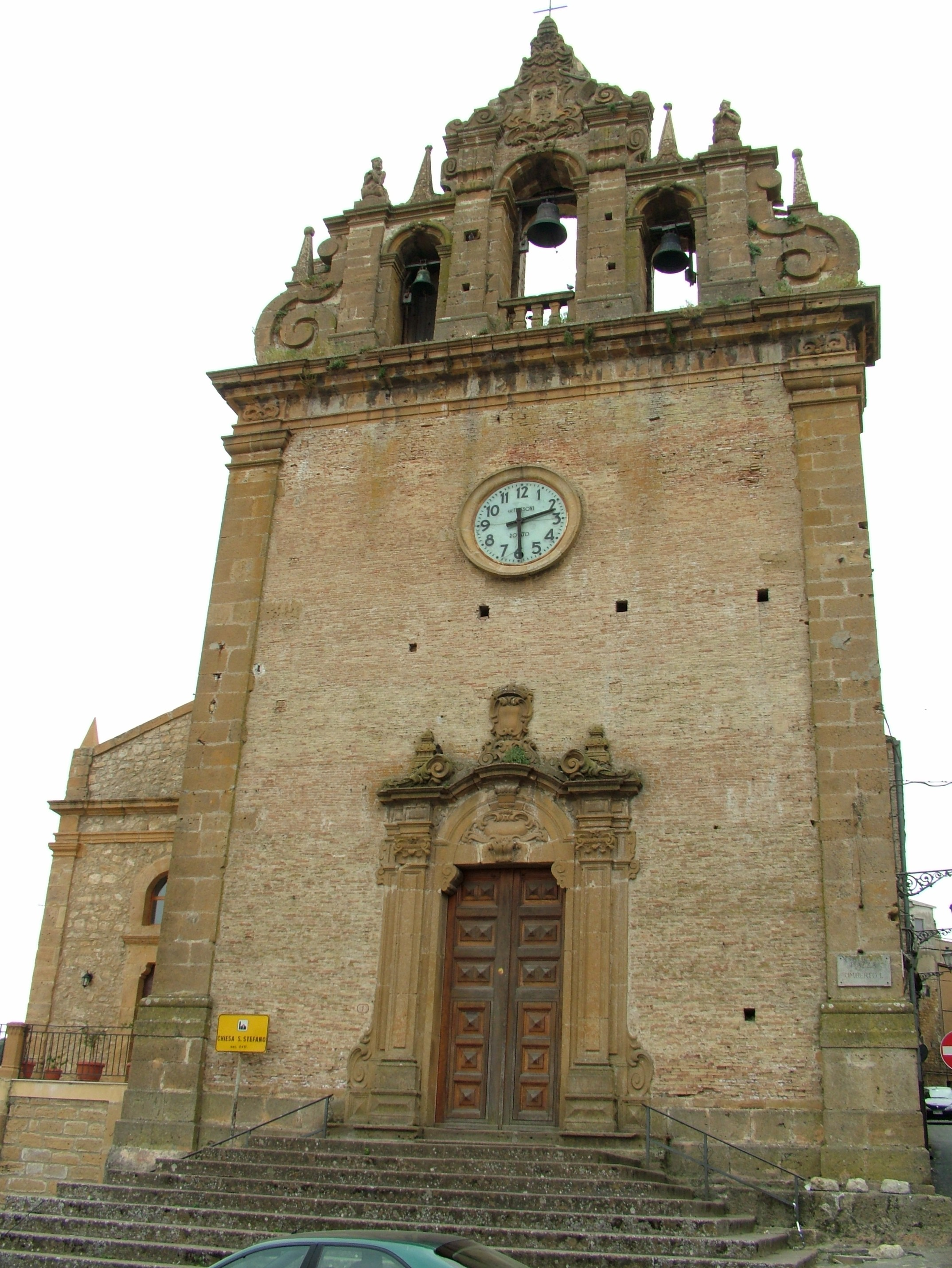
San Stefano
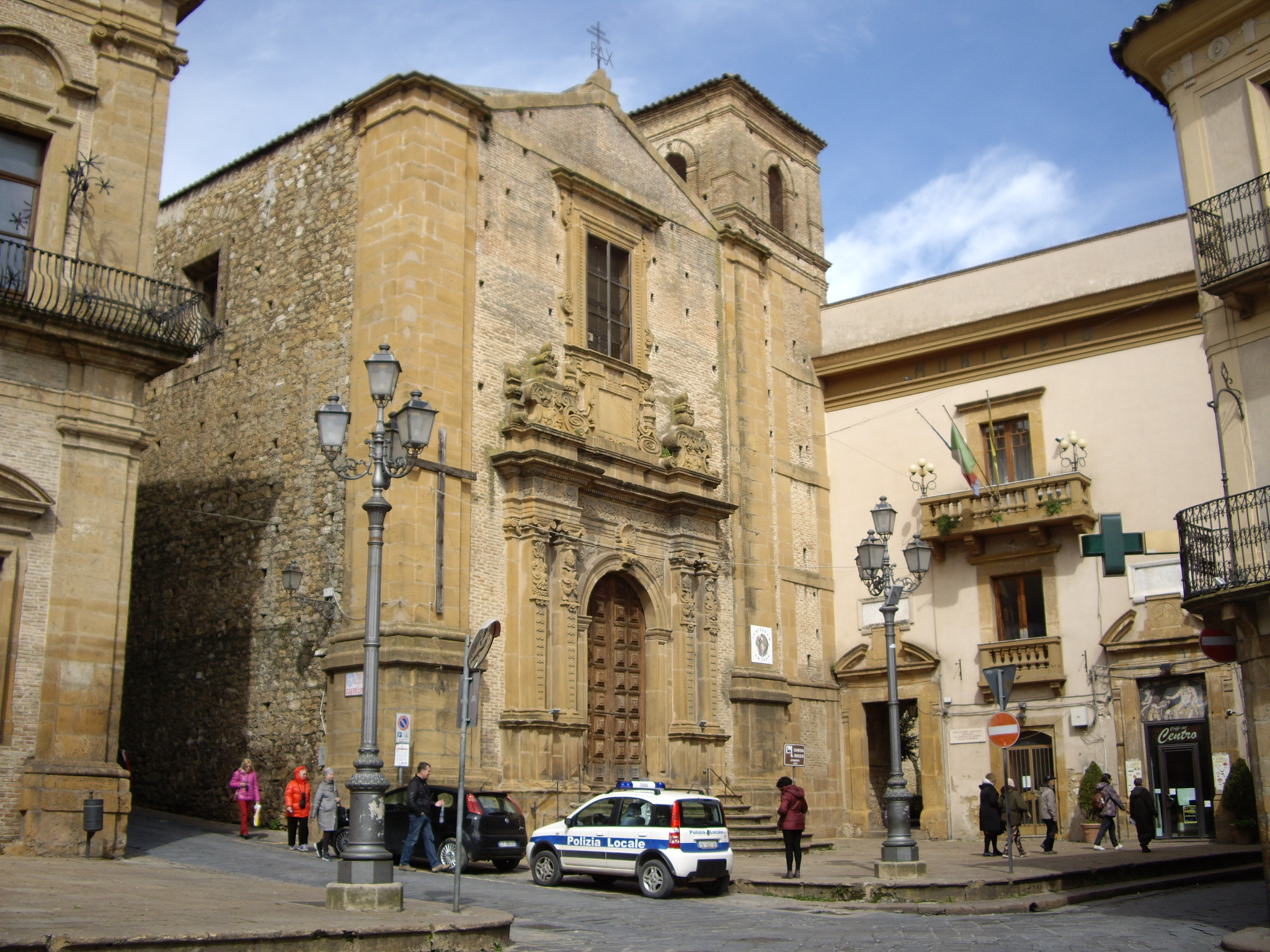
San Rocco
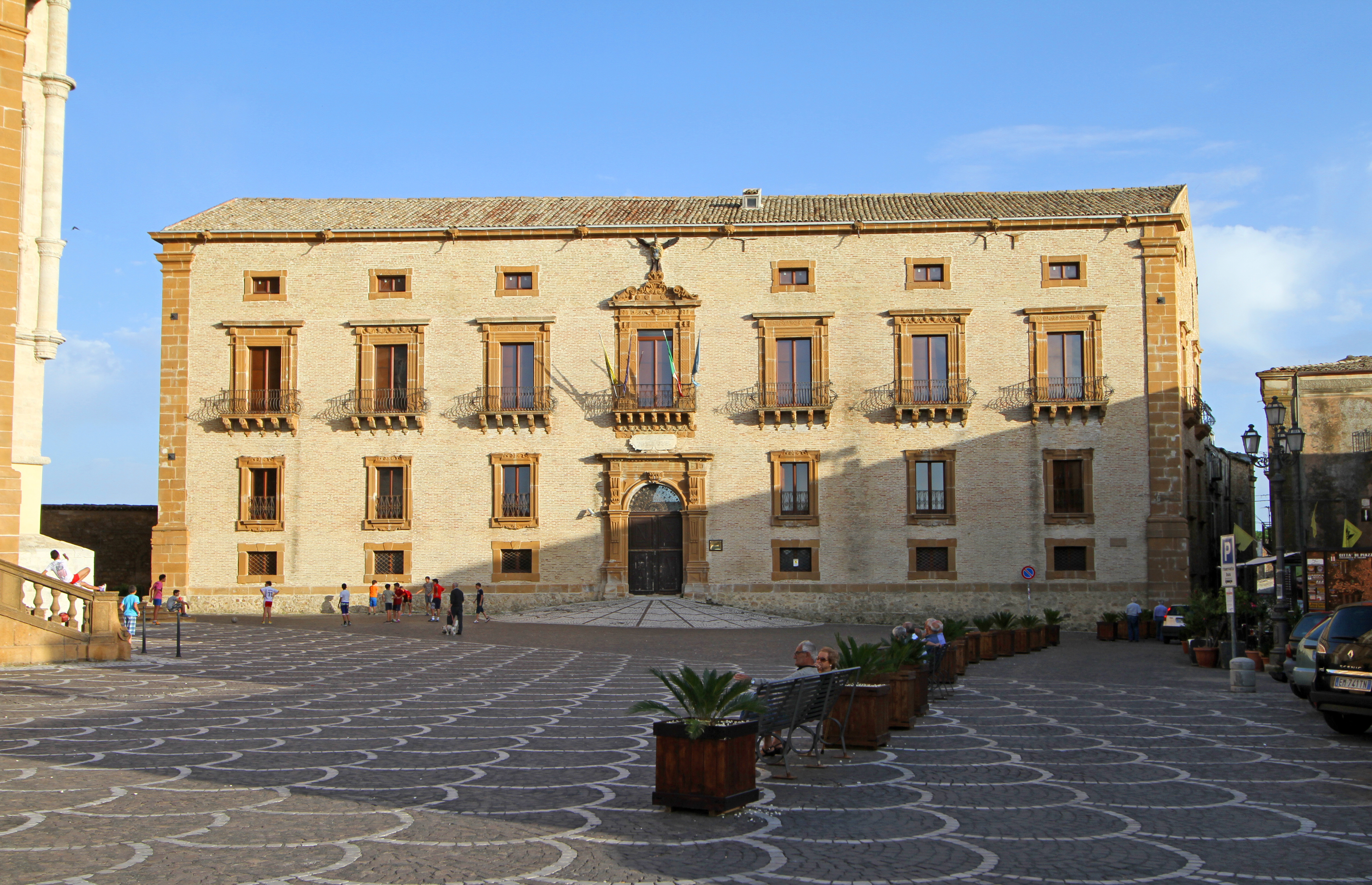
Palazzo Trigona
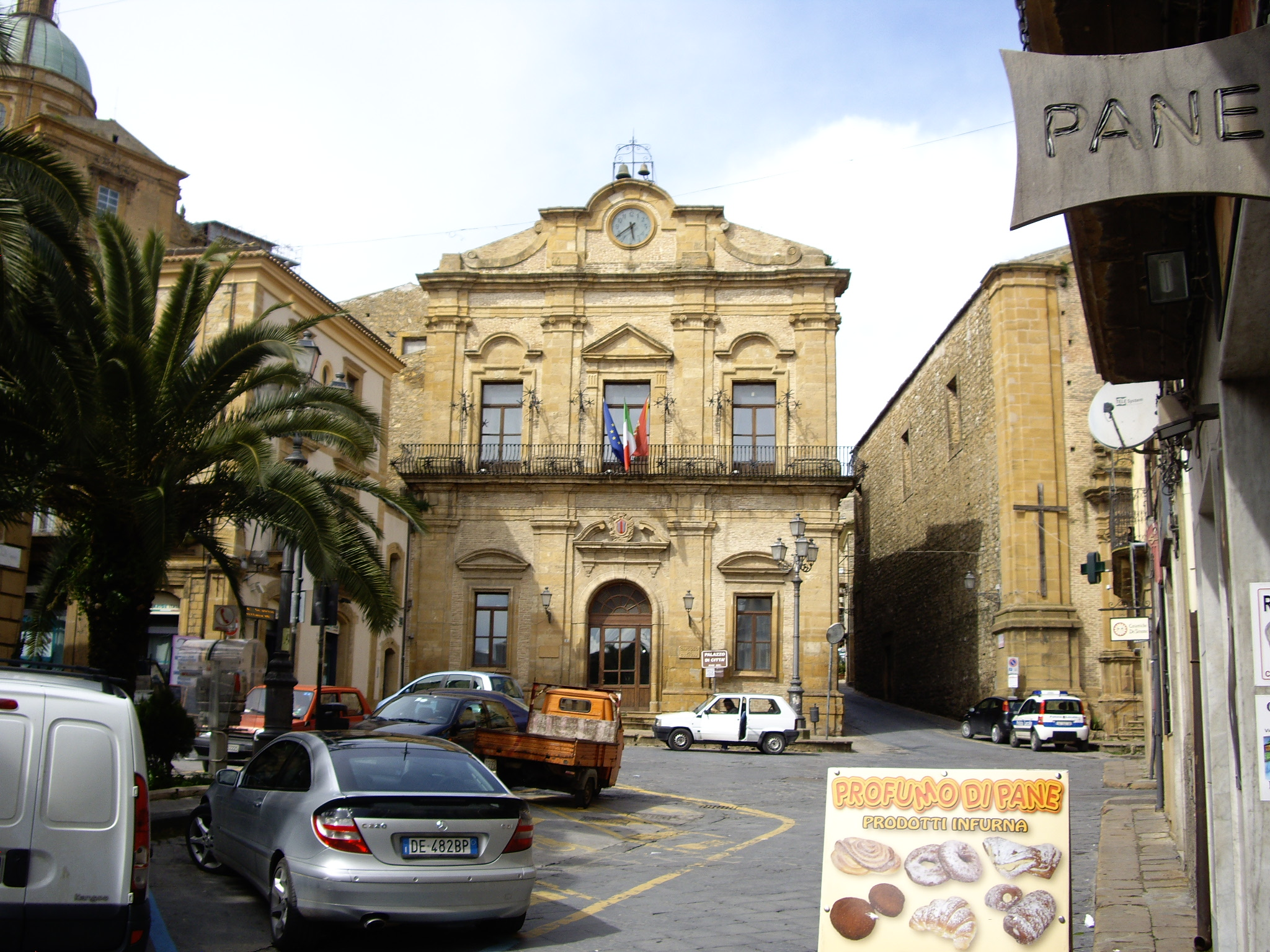
Radnice
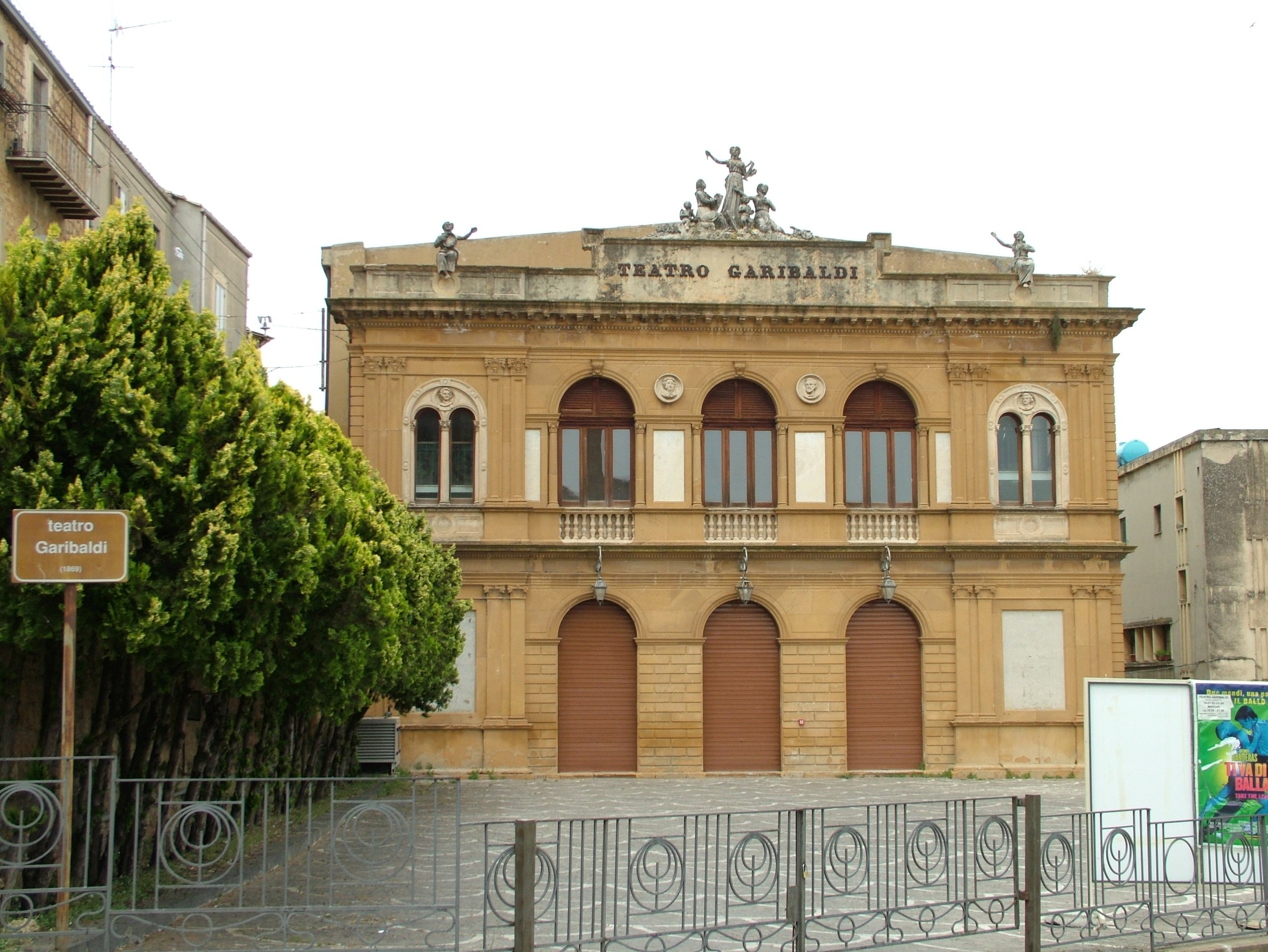
Garibaldiho divadlo